# Varasdi-patak
A Varasdi-patak Apátvarasdtól nyugatra ered, Baranya vármegyében. A patak forrásától kezdve délkeleti, majd déli irányban halad, Fazekasbodáig, ahol beletorkollik a Karasica-patakba.
A Varasdi-patak vízgazdálkodási szempontból az Alsó-Duna jobb part Vízgyűjtő-tervezési alegység működési területéhez tartozik.
A Varasdi-patak völgye fölött húzódik Magyarország legnagyobb vasbeton ívhídja, a Varasdi völgyhíd, amelyen a 6-os főút forgalma halad át.

## Part menti települések
- Apátvarasd
- Fazekasboda